# اکولکو
اکولکو (به اسپانیایی: Aculco) در مکزیک است که در state of mexico واقع شده‌است.

## خصوصیات
اکولکو ۴۹۲٫۱۳ کیلومترمربع مساحت و ۴۰٬۴۹۲ نفر جمعیت دارد و ۲٬۴۵۰ متر بالاتر از سطح دریا واقع شده‌است.